# Ekaterina Kramarenko
Ekaterina Kramarenko, em russo: Екатерина Крамаренко, (São Petesburgo, 22 de abril de 1991) é uma ginasta russa que compete em provas de ginástica artística. 
Kramarenko fez parte da equipe russa que disputou os Jogos Olímpicos de Pequim, em 2008, China.

## Carreira
Iniciando sua cerreira sênior em 2007, participou do Campeonato Europeu de Amsterdã. No evento, foi medalhista de bronze nas barras assimétricas, superada pela romena Steliana Nistor e a ucraniana Dariya Zgoba, prata e ouro, respectivamente. Na final do concurso geral, a ginasta terminou na quinta colocação. Ainda em 2007, fez parte da equipe russa que disputou o Campeonato Mundial de Stuttgart. Nas finais coletivas do evento,  cometeu um erro durante sua prova de salto e recebeu a nota zero, com isso sua equipe encerrou as rotações na oitava colocação. Classificada para a final do individual geral, Ekaterina terminou apenas na 13ª colocação.
Em 2008, em sua primeira aparição olímpica, nos Jogos Olímpicos de Pequim, Kramarenko ao lado de Anna Pavlova, Ksenia Semenova, Ksenia Afanasyeva, Svetlana Klyiukina e Lyudmilla Grebenkova, a ginasta só terminou na quarta colocação por equipes. Classificada para a final do solo, foi a segunda atleta a se apresentar, e só saiu do pódio após a apresentação da penúltima ginasta, somando 15.025 pontos, encerrou sua participação na quinta colocação. Em 2010, no Campeonato Nacional Russo, conquistou a medalha de prata por equipes e finalista em dois eventos individuais: individual geral (4º) e barras assimétricas (7º).

## Principais resultados
| Ano  | Evento                                    | AA  | Equipe            | Salto sobre o cavalo | Trave | Barras assimétricas | Solo |
| ---- | ----------------------------------------- | --- | ----------------- | -------------------- | ----- | ------------------- | ---- |
| 2007 | Campeonato Europeu                        | 5º  |                   |                      |       | Medalha de bronze   |      |
| 2007 | Campeonato Mundial de Ginástica Artística | 13º | 8º                |                      | 12º   | 25º                 | 40º  |
| 2008 | Jogos Olímpicos                           |     | 4º                |                      |       |                     | 5º   |
| 2010 | Campeonato Nacional Russo                 | 4º  | Medalha de prata  |                      |       | 7º                  |      |
| 2014 | Campeonato Mundial de Ginástica Artística |     | Medalha de bronze |                      |       |                     |      |